# (34619) 2000 UX53
2000 UX53 (asteroide 34619) é um asteroide da cintura principal. Possui uma excentricidade de 0.04057920 e uma inclinação de 9.94289º.
Este asteroide foi descoberto no dia 24 de outubro de 2000 por LINEAR em Socorro.